# Hotel Vinhuset
Hotel Vinhuset er et hotel, der ligger i Næstved lige over for Sankt Peders Kirke. Siden 1778 har man drevet gæstgiveri i bygningen. Det nuværende hotel er opført i sidste halvdel af 1800-tallet, men de ældste dele af kælderen stammer fra middelalderen. Facaden er udført i rosenborg-stil, og blev renoveret i 1934 af arkitekten Urban Hansen-Reistrup. Bygningen har været fredet siden 1919.
Hotellet har 56 værelser, og i kælderen, der kan spores tilbage til middelalderen findes en restaurant kaldet Vinhuskælderen, som blev åbnet i 1999.

## Historie
Nordfløjen af bygningen er den ældste, og en arkæologisk udgravning, som blev udført i kælderen i 1985, viste tegn på bronzestøbning fra vikingetiden. 
Den hvælvede kælder under hotellet kan dateres tilbage til omkring år 1500, men allerede i 1456 nævnes der en kælder under det daværende hus. Frem til 1505 lå der en bygning som blev brugt som byens rådhus. Denne funktion blev herefter overtaget af en bygning tæt ved, der i dag kaldes Næstved gamle Rådhus. I 1682 var der tre forskellige bygninger, hvor hotellet findes i dag. Nordfløjen var et forhus, mens midterfløjen var et sidehus. På dette tidspunkt, og frem til omkring 1761 var der 18 fag bindingsværk i to stokværk.
I midten af 1700-tallet var bygningen eget af vinhandleren Mathias Hansteen, der i 1752 sendte en forespørgsel til kong Frederik 5. om hans datter måtte overtage hans privilegium til at drive kro, når han døde. I 1754 overtog hun vinhandlen, og gården, hvorfra den foregik, fik navnet Vinhuset. Hun arvede samtidig faderens privilegium, der gav eneret til at sælge vin og fransk brændevin. Næstved Løve Apotek havde dog sit eget privilegium, da alkohol på dette tidspunkt blev brugt som medicin. I 1778 blev vinhandlen lavet om til hotel, og det har fungeret som sådan siden, selvom salget af vin fortsatte. I 1781 rev man den øverste etage ned, og i 1794 blev resten af længen revet ned. Man opførte i stedet grundmuret bygning i to etager.
I løbet af 1800-tallet mistede vinhandlen sin betydning, og ejerne begyndte at kalde sig gæstgivere i stedet for vinhandlere.
I 1800-tallet blev hotellet ombygget flere gange. I 1855 opførte man en nordfløj mod Vinhusgade, og i 1864-65 ombyggede man sydfløjen, mens midterfløjen af bygningen blev til i 1891, da men flyttede hovedindgangen fra Vinhusgade om til Sankt Peders Kirkeplads lige overfor indgangen til kirken.
I 1919 blev hotellet fredet. Året efter overtog Peter Pedersen hotellet, og han blev snart kendt under navnet Vinhus-Peter. Under hans ejerskab blomstrede forretningen, og i 1934 satte han arkitekten Urban Hansen-Reistrup til at renovere facade.
I 1999 renoverede man kælderen, der stammer tilbage fra middelalderen. Den havde hidtil kun havde været åben for publikum og gæster ved særlige lejligheder, men den blev nu omdannet til restaurant. I 2006 renoverede man hele hotellet, og man indrettede herefter rummene i art decostil.
I 2011 gik hotellet konkurs, og blev sat til salg for 21 mio. kr. med alt inventar, og det åbnede igen året efter, og konkursboet blev opkøbt af hotelkæden Danske Hoteller A/S i foråret 2012. I 2013 fik stedet ny direktør. I efteråret lukkede man restauranten i hotellets kælder i en periode, mens man renoverede den. Den genåbnede i januar 2017.

## Beskrivelse
Bygningen er opført i røde mursten i historicistiske Rosenborg-stil, der er inspireret af nederlandsk renæssance. Det består af en nordfløj langs Vinhusgade, en midterfløj og en sydfløj langs Sankt Peders Kirkeplads. Både nordløjen og sydfløjen har gavle ud mod kirkepladsen.
I stedet for dyr sandsten, som man bruge under den nederlandske renæssance, har man brugt hvid maling på gesimser, gavle og omkring vinduerne for at imitere dette,  udtryk der er typisk for denne stilperiode. Etageadskillelsen er markeret på facaden med to dobbelte, pudsede og hvidmalede bånd. Vinduerne på hele bygningen er kurvehanksbuede. Vinduerne er hvidmalede, ligesom der er hvide tandsnitgesimser.
Hovedindgangen ligger ud mod kirkepladsen, og har en baldakin i kobber, som er udført af arkitekten Hansen-Reistrup.
På facaden findes en bronzeplade med påskriften 1778, og et digt, der er skrevet af Karl Hansen Reistrup:
Handled jeg med Vin
og det var alt.
Men da blev jeg Hotel
og siden Vinhuset kaldt.
Digtet blev opsat på tavlen i anledning af 150-års jubilæet for hotellet i 1928.